# Malonya
Malonya (szlovákul Mlyňany) Taszármalonya településrésze Szlovákiában a Nyitrai kerület Aranyosmaróti járásában.

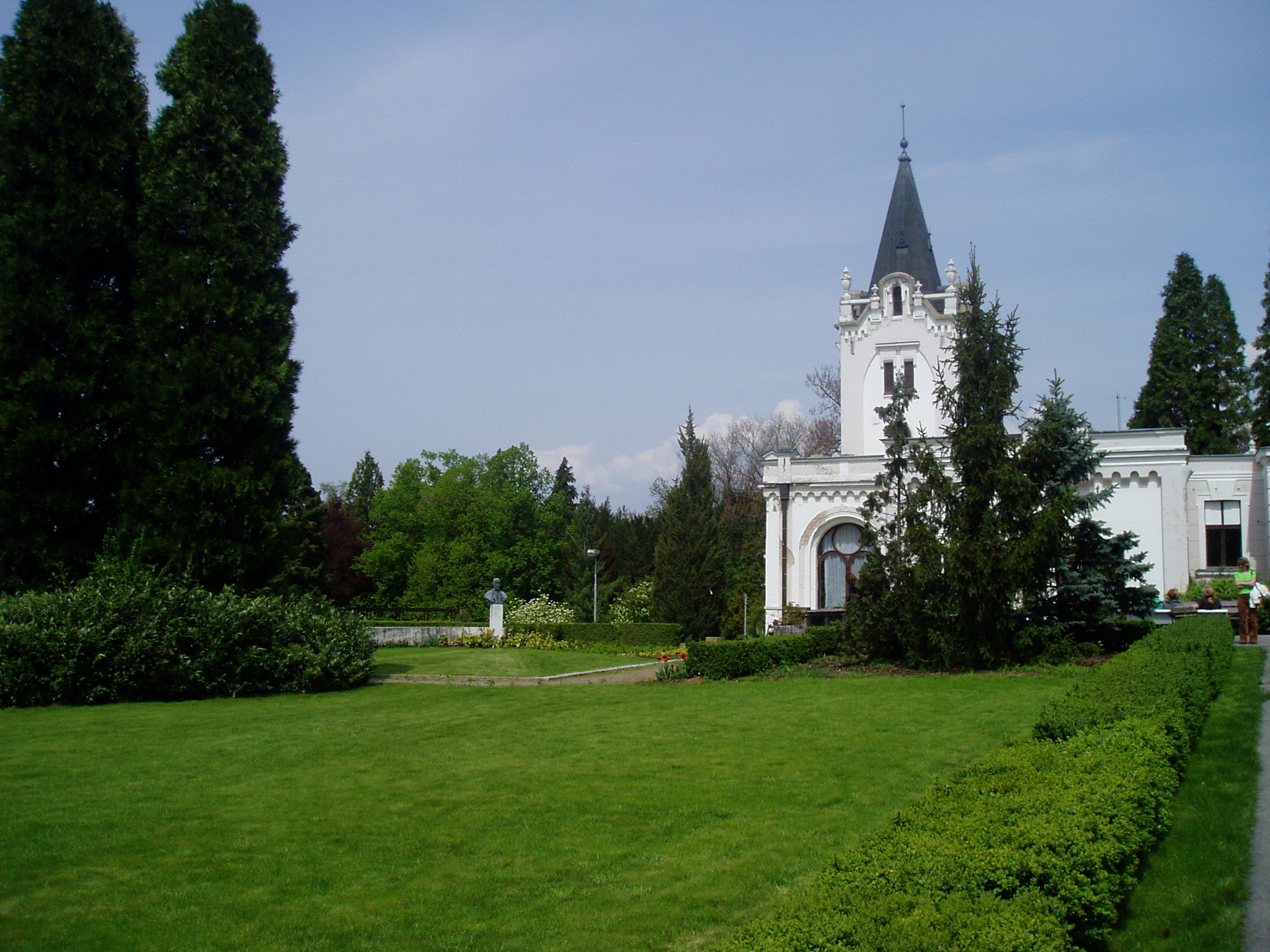
A malonyai kastély és az arborétum részlete

## Fekvése
Aranyosmaróttól 6 km-re délnyugatra a Zsitva jobb partján fekszik. Taszármalonya déli részét képezi.

## Története
Malonyát 1209-ben "Villa Malonian" néven említik először. 1246-ban "Molonan" néven szerepel. 1345-ben I. Lajos király Kystapolchan-i Gyula fia Miklós mester, a királyi udvar milese kérésére az oklevélben részletezett hű szolgálatai jutalmául neki adja Molonan birtokot, mely korábban a hűtlenség bűnébe esett Kepey és Bothow tulajdonában volt, és amelynek határait a nyitrai káptalan jelölte ki. Kezdetben helyi nemesek birtoka, majd mások is szereztek birtokot a településen.
1527-től a Tapolcsányiaké, később a 16. században a Horváth és Kereskényi család birtoka. 1534-ben 4 portája adózott. 1601-ben uradalmi major, malom, sörfőzde és 22 ház állt itt. 1815-ben 23 adózója volt. 1828-ban 49 házában 307 lakos élt, akik főként mezőgazdasággal foglalkoztak.
Vályi András szerint "MALONYA. MALINORI. Tót falu Bars Várm. földes Ura G. Keglevics Uraság, lakosai külömbfélék, fekszik Thaszárhoz nem meszsze, és annak filiája, földgye, és réttye jó, legelője elég, piatzozása Szent Benedeken, és Nyitrán van."
Fényes Elek szerint "Molonya, Malinany, tót f., Bars vmegyében, Ar. Maróthoz délre 1 mfd. 320 kath. lak. F. u. gr. Keglevics. Ut. p. Verebély."
1910-ben 514, túlnyomórészt szlovák lakosa volt. A trianoni békeszerződésig Bars vármegye Aranyosmaróti járásához tartozott. 1960-ban egyesítették Taszár községgel.

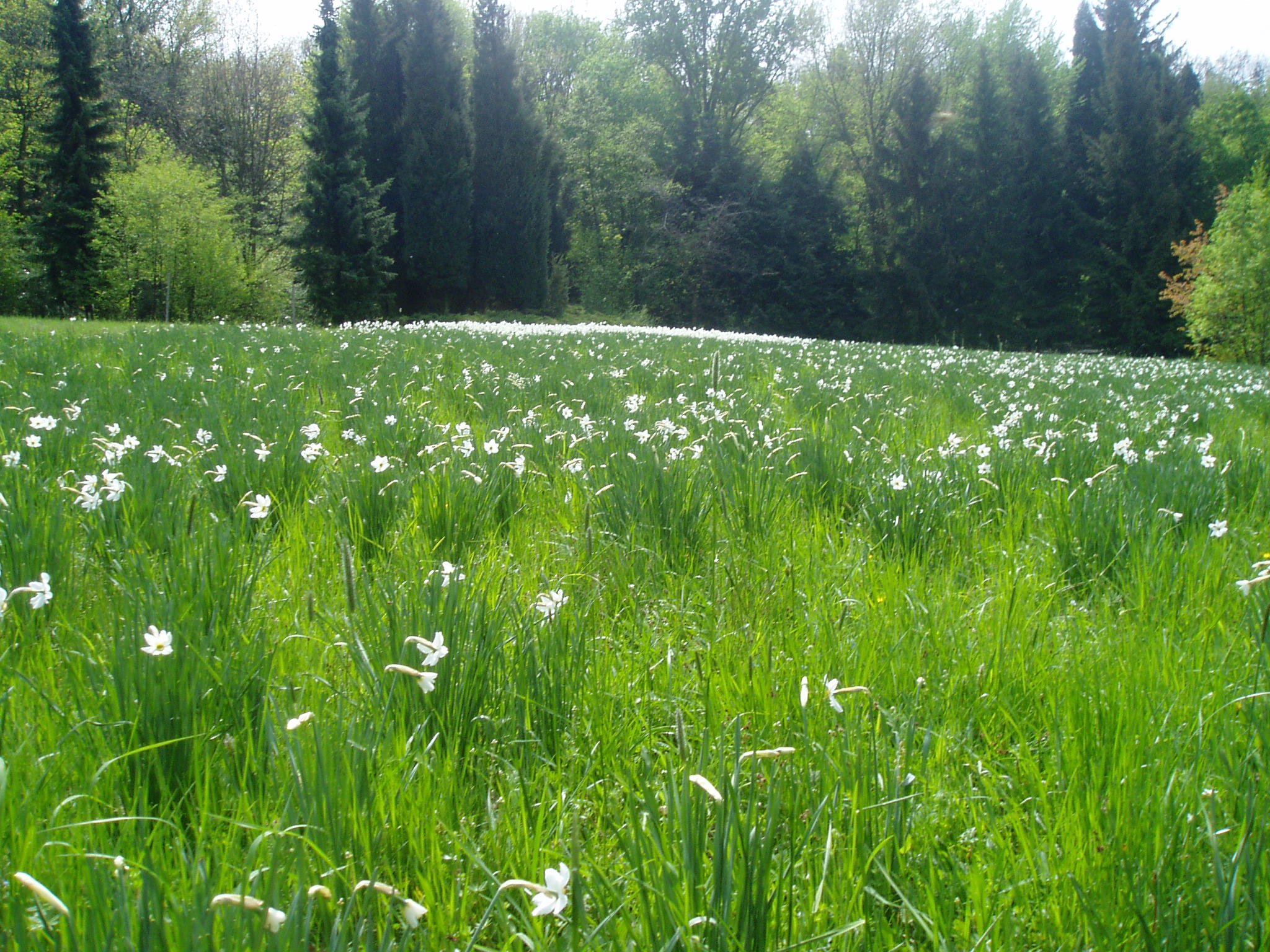
A malonyai arborétum részlete

## Nevezetességei
- Híres arborétumát Ambrózy-Migazzi István alapította 1892-ben százholdnyi területen 1500 fafajtából. Ambrózy az első világháború után Vas vármegyébe költözött, ahol Kám község területén a Jeli arborétumot alapította meg, ott is van eltemetve. A Szlovák Környezetvédelmi Minisztérium 2009 februári döntése alapján az arborétumot közparkká szándékozza leminősíteni. A község önkormányzata, az arborétum igazgatósága és a Szlovák Tudományos Akadémia Dendrológiai Intézete ezt határozottan ellenzik.[4]
- 1894-ben épített neoklasszicista kastélyában ma kutatóintézet működik.
- Az Angyali Üdvözlet tiszteletére szentelt római katolikus temploma 1760 és 1763 között épült. 1804-ben klasszicista stílusban építették át. Egyik mellékoltára a garamszentbenedeki bencés apátságból származik.
- Temetőkápolnája 1841-ben épült.

## Külső hivatkozások
- A malonyai arborétum honlapja
- Képgaléria az arborétumról
- Taszármalonya a Zsitvamente honlapján